# Анупам Тріпаті
Анупам Тріпаті (гінді अनुपम त्रिपाठी; нар. 2 листопада 1988, Нью-Делі, Делі, Індія) — південнокорейський актор індійського походження. Знявшись у кількох телесеріалах і фільмах, здобув популярність завдяки головній ролі Алі Абдула в південнокорейському драматичному серіалі від Netflix «Гра в кальмара» (2018).

## Біографія
Народився в Нью-Делі 2 листопада 1988 року. Захопився акторською майстерністю після ролі раба в постановці «Спартак». У 2006—2010 роках був актором театральної трупи Behroop драматурга Шахіда Анвара.
2006 року почав займатися співом й акторською майстерністю. Планував вступити до Національної школи драми в Нью-Делі, але, отримавши стипендію Arts Major Asian, 2010 року переїхав до Південної Кореї і вступив до Корейського національного університету мистецтв. Після переїзду постав перед труднощами через культурні та мовні відмінності, але менше ніж за два роки опанував корейську мову до високого рівня. Крім того, вільно володіє англійською мовою та гінді. 2024 року здобув ступінь магістра акторської майстерності в Корейському національному університеті мистецтв.

## Кар'єра
На третьому курсі університету почав отримувати ролі в корейських виставах і рекламі. Його першою участю в повнометражному фільмі стала роль безіменного чоловіка зі Шрі-Ланки в «Оді моєму батькові» (2014). Зіграв другорядну роль експерта-підривника, який бореться за незалежність Кореї, у постановці «불량청년», яку відібрали для участі на 36-му Сеульському театральному фестивалі. Зіграв низку другорядних безіменних персонажів у телевізійних серіалах, як-от «Лікарська мудрість» (2020), «Тільки між закоханими» (2017), «Нащадки сонця», «Кохання Хогу» й у фільмах: «Космічні чистильники» (2021), «Телефон», «Асура: Божевільне місто» (2015). Часто зображував мігрантів — робітників з країн Південно-Східної Азії, які намагаються асимілюватися у корейському соціумі.
Першу головну роль, пакистанського мігранта-нелегала Абдула Алі, зіграв в оригінальному серіалі Netflix «Гра в кальмара» (2021). Режисер Хван Дон Хьок сказав, що «важко знайти хороших іноземних акторів у Кореї» і він обрав Тріпаті через його емоційні акторські здібності та вільне володіння корейською мовою. Після міжнародного успіху серіалу кількість підписників Тріпаті в Instagram зросла з 10 000 до понад 2,5 мільйона за лічені дні.
У фільмі 2022 року «Зникнення» знявся як спеціально запрошена зірка у ролі брокера. 2023 року отримав роль у південнокорейському жахастику.

## Фільмографія
| Рік  |   | Українська назва        | Оригінальна назва  | Роль              |
| ---- | - | ----------------------- | ------------------ | ----------------- |
| 2014 | ф | Ода моєму батькові      | 국제시장           | чоловік           |
| 2015 | ф | Телефон                 | 더 폰              | Чарлз             |
| 2015 | ф | Асура: Божевільне місто | 아수라             | працівник         |
| 2015 | с | Час обіду               | 식샤를 합시다 2    | офіціант          |
| 2015 | с | Кохання Хогу            | 호구의 사랑        |                   |
| 2016 | с | Нащадки сонця           | 태양의 후예        | чоловік           |
| 2016 | с | Тілоохоронець           | 더 케이투          | поранений         |
| 2016 | ф | Щасливий ключ           | 럭키               | індус             |
| 2017 | ф | Мовчання                | 침묵               | менеджер          |
| 2017 | ф | Пульт від серця         | 심장박동조작극     | непалець          |
| 2017 | с | Тільки між закоханими   | 그냥 사랑하는 사이 | Сук Хі            |
| 2019 | с | Хроніки Асдаля          | 아스달 연대기      |                   |
| 2019 | ф | Міс і місис Коп         | 걸캅스             | підлеглий         |
| 2020 | с | Лікарська мудрість      | 슬기로운 의사생활  | колега            |
| 2021 | с | Таксист                 | 모범택시           |                   |
| 2021 | с | Гра в кальмара          | 오징어 게임        | Алі Абдул         |
| 2021 | ф | Космічні чистильники    | 승리호             | асистент Салівана |
| 2021 | ф | Восьма ніч              | 제8일의 밤         | проповідник       |
| 2022 | ф | Зникнення               | 배니싱:미제사건    | брокер            |
| 2022 | ф | Джентльмен              | 젠틀맨             | Кім               |
| 2022 | с | Наркосвяті              | 수리남             | солдат            |
| 2023 | с | Посмішка для спадкоємця | 킹더랜드           | принц Самір       |
|      | ф |                         | 창혼: 구원의 밤    | Ануат             |